# هونجو، سایتاما
هونجو در استان سایتاما در کشور ژاپن واقع شده‌است  که دارای جمعیت ۸۱٬۸۰۵ نفر و مساحت ۸۹٫۷۱ کیلومتر مربع با تراکم جمعیت ۹۱۲  نفر در کیلومترمربع است و در تاریخ ۱۰ ژانویه ۲۰۰۶ به عنوان شهر شناخته شد.